# Крейсер ПВО
Крейсер противовоздушной обороны — подкласс крейсеров, основной особенностью которых было оснащение универсальными орудиями главного калибра, предназначенными, прежде всего, для противовоздушной обороны (ПВО) соединений флота. Строились или планировались к постройке во флотах ряда стран в 1930—1950-х годах. Активно использовались в сражениях Второй мировой войны.
Термин «крейсер ПВО» в официальной военно-морской классификации употреблялся редко, фактически, лишь в отношении американских крейсеров типа «Атланта», но специалисты традиционно относят к крейсерам ПВО целую группу типов лёгких крейсеров Великобритании, США, Франции, Италии и некоторых других государств.
Прогресс в развитии реактивной авиации, а также в области совершенствования авиационного оружия сделал зенитную артиллерию крупного и среднего калибра малоэффективной. Роль кораблей ПВО перешла к боевым единицам, оснащённым ЗРК — ракетным крейсерам и эсминцам.

## Появление класса крейсеров ПВО
Потребность в кораблях, вооружённых мощными средствами ПВО, моряки ведущих флотов мира осознали ещё в начале 1920-х годов. Хотя в годы Первой мировой войны авиация не нанесла особого ущерба боевым кораблям, потенциал её развития представлялся очевидным, особенно военно-воздушному лобби, имевшему большое влияние в ряде стран, прежде всего в США и Великобритании.
Однако ряд военно-морских соглашений, заключённых в 1920—1930-х годах, внёс значительные коррективы в эволюцию военного кораблестроения, в том числе и крейсерского. Находясь в тисках количественных и качественных ограничений, моряки не желали тратить дефицитный тоннаж на узкоспециализированные корабли. Делались лишь попытки приспособить главный калибр для стрельбы по воздушным целям, но неудача британцев с 203-мм универсальными орудиями тяжёлых крейсеров типа «Кент» положила им конец.
Таким образом, родоначальники класса появились в силу вынужденных обстоятельств. Британские адмиралы ясно видели непригодность старых крейсеров типа «C» для использования по первоначальному назначению, общий тоннаж крейсерских сил Британии был ограничен, но пускать на слом ещё пригодные артиллерийские платформы они не желали и решили превратить их в корабли ПВО.
В дальнейшем в Великобритании, а затем и в США возникла идея создания своеобразного бронированного лидера, который мог бы поддерживать свои эсминцы и уничтожать вражеские, а будучи оснащённым универсальной артиллерией главного калибра, эффективно бороться с авиацией.
Значительное влияние на взгляды моряков оказал и Лондонский морской договор 1936 года, запретивший строительство тяжёлых крейсеров и ограничивший водоизмещение лёгких крейсеров 8000 длинных тонн. Втиснуть много 152-мм орудий в такой корабль не представлялось возможным, а на фоне уже заложенных крупных лёгких крейсеров типа «Могами», «Бруклин» и «Саутгемптон» они смотрелись очень слабо. Так был дан старт развитию лёгких крейсеров с универсальным главным калибром, впоследствии классифицируемых как крейсера ПВО.

## Британские крейсера ПВО

### Переоборудованные лёгкие крейсера
К началу 1930-х годов лёгкие крейсера типа «С» уже устарели, поэтому Адмиралтейство решило переоборудовать все 13 уцелевших крейсеров в специализированные корабли ПВО.
К модернизации приступили в 1935 году. Первыми на переоборудование встали «Ковентри» (англ. Coventry) и «Керлью» (англ. Curlew), принадлежавшие к подгруппе «Церес». Всё прежнее вооружение было снято и заменено на 10 одноорудийных установок Mk V калибра 102 мм. Это вооружение дополнялось двумя восьмиствольными автоматами «Пом-пом» калибра 40 мм. Впрочем, вследствие нехватки даже этих несовершенных орудий, в 1938—1939 годах кормовые автоматы сняли и передали на другие корабли.
Программа модернизации продолжилась в 1938 году. Когда было начато переоборудование крейсеров «Каир» (англ. Cairo) и «Калькутта» (англ. Calcutta; подтип «Каир»). В отличие от предшественников, они получили по 4 спаренных 102-мм установки Mk XIX. Они дополнялись четырёхствольным «пом-помом». Перед самым началом войны были начаты работы по переоснащению крейсеров «Карлайл» (англ. Carlisle) и «Кьюресо» (англ. Curacoa). В новом облике они практически соответствовали предыдущей паре.
Уже в ходе войны перестроили ещё 2 крейсера типа «С» — «Коломбо» (англ. Colombo) и «Каледон» (англ. Caledon). Они получили лишь по 3 спаренных 102-мм установки, но число зенитных автоматов выросло, причём они были представлены заметно более эффективными «Бофорсами» и «Эрликонами».
Во второй половине 1930-х годов планировалось также перестроить в корабли ПВО все крейсера типа «D». Проект предусматривал оснащение крейсеров четырьмя спаренными 114-мм установками и зенитными автоматами. Хотя с началом войны от этих планов пришлось отказаться, один крейсер всё-таки был перестроен в корабль ПВО. Им стал «Дели» (англ. Delhi), переоборудованный в Нью-Йорке под американское вооружение — 5 127-мм орудий и американские приборы управления огнём.
В ходе Второй мировой войны все перестроенные крейсера типа «C» приняли активное участие в боевых действиях. Обычно на них возлагалось обеспечение ПВО конвоев, а иногда и защита портов, например, в ходе Норвежской кампании 1940 года. Как показала практика, задача была непосильной для старых кораблей. Фактически они не могли защитить от авиации даже самих себя. «Ковентри», «Керлью» и «Калькутта» были потоплены бомбардировщиками люфтваффе, а «Карлайл» повреждён пикировщиками до такой степени, что его решили не восстанавливать. «Каир» стал жертвой ПЛ, но самый необычный конец выпал на долю «Кьюресо» — 2 октября 1942 года он был буквально разрезан пополам огромным лайнером «Куин Мэри», который сам же охранял, и затонул почти со всем экипажем.
К концу войны уцелели лишь «Каледон», «Коломбо» и «Дели». Все они были списаны в 1948 году.

### Крейсера типа «Дидо»
В 1934 году Британское Адмиралтейство вернулось к идее малого крейсера для эскадренной службы. Важнейшими задачами нового типа считались совместные действия с лёгкими силами, противодействие вражеским эсминцам и обеспечение ПВО корабельных соединений. Было предложено восемь различных вариантов, но ни один из них не удовлетворил заказчика.
Далее выдвинули требование оснастить будущие крейсера универсальным главным калибром артиллерии, одинаково пригодным как для борьбы с эсминцами, так и для ведения эффективного зенитного огня. На выбор орудия ушёл год, и в итоге решили оснащать корабли 133-мм орудиями, которые ещё только разрабатывались как универсальная артиллерия для будущих линкоров типа «Кинг Джордж V».
Корпус крейсера типа «Дидо» (англ. Dido) унаследовали от крейсеров типа «Аретьюза», но в отличие от последних они не несли гидросамолётов и имели сокращённый запас топлива. Бронирование оказалось весьма слабым, но обеспечивало защиту от огня эсминцев.
Главной особенностью проекта стала артиллерия. Предполагалось разместить 10 133-мм орудий QF Mark I в пяти башнях по линейно-возвышенной схеме — 3 в носу и 2 в корме. Орудия имели угол возвышения 70° и теоретическую скорострельность 10—12 выстрелов в минуту. На практике темп стрельбы не превышал 7—8 выстр/мин, а скорость наводки, как вертикальной, так и горизонтальной, оказалась явно недостаточной, что предопределило невысокую эффективность крейсеров как средства борьбы с воздушным противником.
 Для управления зенитным огнём предназначались 2 директора HACS Mk IV, в ходе войны их стали совмещать с радарами типа 285. Системы не были стабилизированы и хорошо работали лишь в спокойную погоду, при условии обслуживания опытным расчётом. На волнении их эффективность резко падала.
Плохо выглядел и малый зенитный калибр, включавший два счетверённых автомата «Виккерс» калибра 40 мм. Слишком низкая начальная скорость приводила к недостаточной дальности стрельбы, а надёжность оружия считалась неудовлетворительной. Эти автоматы должны были дополнять крупнокалиберные зенитные пулемёты — как показал военный опыт, оружие практически бесполезное.
К строительству крейсеров типа «Дидо» приступили в 1937 году. Первоначально было заказано 6 кораблей, в дальнейшем заказ вырос до 16 единиц. Реалии военного времени привели к значительному разнообразию в вооружении крейсеров. Башни 133-мм орудий требовались, прежде всего, новым линкорам, их производство отставало от графика, и первые 3 крейсера серии несли лишь 8 орудий универсального калибра. Следующие 6 единиц получили проектное вооружение, но «Харибда» (англ. Charybdis) и «Сцилла» (англ. Scylla) не имели таких орудий вообще. Вместо них на крейсерах установили по 8 114-мм орудий в спаренных щитовых установках.
В ходе войны все крейсера получали усиленное зенитное вооружение, прежде всего, 20-мм автоматы «Эрликон», а иногда и 40-мм орудия «Бофорс». Вместе с тем выявилось, что на небольших кораблях не хватает места для размещения дополнительной зенитной артиллерии. Также стало ясно, что перегруженность носовой оконечности затрудняет плавание в высоких широтах. Поэтому последние пять крейсеров достраивались по проекту «Улучшенный „Дидо“».
Верхнюю носовую башню универсального калибра заменили на третий счетверённый автомат «Виккерса». Заметные улучшения претерпела система управления огнём. За счёт облегчения вооружения удалось усилить защищённость погребов боеприпасов. Хотя водоизмещение крейсеров выросло, мореходность улучшилась, а скорость осталась на прежнем уровне.
Во время Второй мировой войны крейсера типа «Дидо» активно действовали на всех театрах. Как основа ПВО соединений они себя особенно не проявили, но были умеренно полезны, особенно в конвойных операциях. Тем не менее, при столкновении с серьёзным надводным противником им было лучше избегать боя, как это и произошло 25 декабря 1940 года при нападении немецкого тяжёлого крейсера «Адмирал Хиппер» на британский войсковой конвой WS5a. Хотя 22 марта 1942 года британским крейсерам ПВО удалось отбиться от итальянского линкора «Литторио», поддержанного тяжёлыми крейсерами, этот успех следует отнести на счёт низкой боеспособности Реджиа Марины.
Было потеряно четыре крейсера типа «Дидо» и один корабль его усовершенствованной версии: «Бонавенчур» (англ. Bonaventure), «Найяда» (англ. Naiad) и «Хермиона» (англ. Hermione) потоплены торпедами немецких ПЛ, «Харибда» (англ. Charybdis) также потоплен торпедами, но выпущенными с немецких миноносцев, «Спартан» (англ. Spartan) стал жертвой германской планирующей бомбы.
Почти все крейсера этого типа были списаны в 1950—1960-х годах. Наиболее длительной оказалась служба «Дайадем» (англ. Diadem), который в 1956 году продали Пакистану и под названиями «Бабур», а затем «Джахангир» он дослужил до 1985 года.

### Послевоенные крейсера ПВО
В конце войны, британцы, не удовлетворённые зенитными возможностями своих кораблей, приняли решение развить новый тип крейсера ПВО с тяжёлыми зенитными орудиями. К 1947 году эта идея воплотилась в проект «Минотавр». Корабль предполагался очень большим, хотя и с лёгким бронированием и умеренной скоростью хода. Ключевой особенностью проекта стала артиллерия главного калибра — 10 орудий QF Mk 26 калибра 152 мм в спаренных башнях. Обеспечивался угол подъёма стволов до 80°, а скорострельность планировалась в пределах 12—15 выстрелов в минуту. Главный калибр дополнялся 8 спаренными 76-мм автоматическими установками. Считалось, что такой состав вооружения позволит эффективно бороться с воздушным противником на больших дальностях. Фактически «Минотавр» (англ. Minotaur) представлял собой несколько уменьшенный вариант американских крейсеров типа «Вустер».
Экономическое положение послевоенной Великобритании не позволило Адмиралтейству добиться выделения средств на строительство. Тем не менее, к 1951 году был подготовлен переработанный проект, причём даже стандартное водоизмещение крейсера превысило 15 000 тонн. Окончательно проект «Минотавр» был похоронен в 1952—1953 годах.
Такая же судьба ожидала и проект лёгкого крейсера, подготовленный к 1949 году. По сути, он даже не вышел из стадии эскизного проектирования. Известно лишь, что на крейсерах водоизмещением около 4500 тонн предполагалось разместить перспективные 127-мм орудия.
В конце 1950-х годов британскими кораблестроителями был подготовлен ещё ряд проектов, известных как крейсера 1960 года — большой, средний и малый. Обозначения являлись достаточно условными, так как даже водоизмещение малого крейсера перевалило за 10 000 тонн. Все они должны были оснащаться различными комбинациями 152-мм, 127-мм и 76-мм универсальных орудий, и все являлись анахронизмами по меркам 1960 года — в это время флоты сверхдержав уже получали корабли с управляемым ракетным оружием. Но разработка британских ракетных комплексов задерживалась, а покупать американскую технику британцы не желали по соображениям престижа.
В итоге было решено не тратить и без того скудные средства на заведомо устаревшие и в то же время дорогие корабли. Однако свои последние крейсера Королевский флот всё-таки получил. После войны на плаву оставались 3 недостроенных крейсера типа «Свифтшур», являвшихся развитием типа «Колони». Проект был переработан, и корабли вошли в 1959—1961 годах в состав флота как крейсера типа «Тайгер» (англ. Tiger). Их вооружение было представлено двумя спаренными универсальными установками с орудиями QF Mk 26 и тремя спаренными 76-мм установками Mark 6. С учётом стандартного водоизмещения около 10 000 тонн, «Тайгеры» выглядели явно недовооружёнными и стали последними построенными в мире крейсерами с чисто артиллерийским вооружением.
В 1965—1972 годах «Тайгер» и «Блейк» (англ. Blake) были перестроены в крейсера-вертолётоносцы с базированием 4 вертолётов в кормовом ангаре, на месте снятой установки 152-мм орудий. Британские моряки были в целом удовлетворены, но Министерство финансов выражало крайнее неудовольствие, ведь реконструкция второго корабля обошлась почти в 2,5 раза дороже, чем первого. В итоге от реконструкции «Лайона» (англ. Lion) отказались из-за недостатка средств, и он провёл всю карьеру в роли артиллерийского крейсера, вплоть до своего списания в 1975 году.
| Сравнительные ТТХ крейсеров ПВО Великобритании |                             |                             |                             |                             |                             |
|                                                | «Ковентри»                  | «Кайро»                     | «Дидо»                      | "Улучшенный «Дидо»          | «Тайгер»                    |
| Построено единиц                               | 2                           | 4                           | 9                           | 5                           | 3                           |
| Полное водоизмещение, т                        | 4950—4950                   | 5215—5403                   | 6850—7170                   | 7350—7420                   | 11 700                      |
| Артиллерия универсального калибра              | 102-мм — 10×1               | 102-мм — 4×2                | 133-мм — 5×2                | 133-мм — 4×2                | 152-мм — 2×2                |
| Зенитные автоматы                              | 40-мм — 1×8                 | 40-мм — 1×4                 | 40-мм — 2×4                 | 40-мм — 3×4, 20-мм — 6×2    | 76-мм — 3×2                 |
| Бортовое бронирование, мм                      | 32—76                       | 32—76                       | 76                          | 76                          | 51                          |
| Бронирование палуб, мм                         | 25                          | 25                          | 25—51                       | 25—51                       | ?                           |
| Бронирование башен универсального калибра, мм  | —                           | —                           | 13                          | 13                          | 76                          |
| Энергетическая установка                       | паротурбинная, 40 000 л. с. | паротурбинная, 40 000 л. с. | паротурбинная, 62 000 л. с. | паротурбинная, 62 000 л. с. | паротурбинная, 80 000 л. с. |
| Максимальная скорость, узлов                   | 29,5                        | 29,5                        | 32,25                       | 32,25                       | 31,5                        |

## Американские крейсера ПВО

### Крейсера типа «Атланта»
Разработка крейсеров типа «Атланта» (англ. Atlanta) была вынужденной, так как Второй Лондонский договор 1936 года ограничил водоизмещение новых крейсеров 8000 тонн. После рассмотрения 26 проектов, первоначальные планы строительства уменьшенных «Бруклинов» были отвергнуты. Американский флот решил строить небольшие крейсера, предназначенные для совместных действий с эсминцами.
Их основное вооружение составили 16 127-мм универсальных орудий, которые располагались как в диаметральной плоскости, так и по бортам. Это орудие, бывшее стандартным калибром американских эсминцев, отличалось высокой скорострельностью, но сравнительно лёгким снарядом. Существенным достоинством крейсеров стало их оснащение новыми директорами управления огнём Mk 37. Эта система, поступившая на вооружение в 1939 году, оказалась наиболее совершенным средством управления зенитным огнём времён Второй мировой войны. Стабилизированная в вертикальной плоскости и оснащённая электромеханическим вычислителем, она показала себя весьма удовлетворительно против поршневых самолётов, особенно после сопряжения её с радаром. Однако таких директоров на «Атлантах» оказалось всего 2, что не обеспечивало выполнения ими функций кораблей ПВО соединения. В условиях массированного применения японцами торпедоносцев и пикировщиков требовалось обстреливать их на возможно больших дальностях, до момента применения ими оружия, но наличие лишь двух директоров позволяло 12-16 универсальным орудиям «Атлант» вести эффективный огонь лишь по двум целям.
Универсальный калибр дополняли счетверённые 28-мм зенитные автоматы. Ещё при постройке первых кораблей, эти автоматы считались слишком тяжёлыми и неповоротливыми для средства ближней обороны. Поскольку главным предназначением крейсеров являлись совместные действия с эсминцами, корабли несли и торпедные аппараты. Бронирование крейсеров оказалось скромным и надёжно защищало лишь от огня эсминцев. Ходовые качества крейсеров оказались весьма умеренными, хотя первоначальный проект предусматривал скорость до 40 узлов.
По первоначальному проекту построили 5 крейсеров. Уже в ходе войны выяснилось, что 28-мм автоматы ненадёжны, но нужда в скорострельных автоматических пушках очень велика. Поэтому на крейсерах 2-й серии убрали бортовые башни универсального калибра, а вместо них разместили 40-мм автоматы «Бофорс». Ими же заменили и все 28-мм автоматы. По этому проекту было построено четыре крейсера.
Наконец, в 1944 году приступили к строительству последних трёх крейсеров типа «Атланта», составивших 3-ю серию. На этих кораблях возвышенные башни универсального калибра были опущены на один уровень вниз, а торпедные аппараты сняты за ненадобностью. Все эти крейсера вступили в строй уже после окончания Второй мировой войны.
В целом проект получился не слишком удачным — как крейсерам «Атлантам» не хватало огневой мощи и бронирования, как кораблям ПВО — систем управления зенитным огнём. В единственном серьёзном бою с кораблями противника 12 ноября 1942 года у острова Гуадалканал, крейсера «Атланта» и «Джуно» (англ. Juneau) были очень быстро выведены из строя, не причинив японцам никакого ущерба.
На протяжении всей войны крейсера типа «Атланта» классифицировались как лёгкие крейсера и лишь в 1949 году получили наименование крейсеров ПВО (англ. CLAA — Cruiser Light Anti-Aircraft) В ходе войны погибли «Атланта» и «Джуно», остальные крейсера списывались с конца 1950-х годов. Последним в 1972 году пошёл на слом «Спокан» (англ. Spokane).

### Крейсера типа «Вустер»
К разработке проекта «Вустер» (англ. Worcester) американский флот приступил в мае 1941 года, под влиянием успешных воздушных атак немцев против британского флота у берегов Норвегии и Крита. Несмотря на то, что наиболее опасными для кораблей в тот период являлись торпедоносцы и пикирующие бомбардировщики, ставилась цель защитить флот прежде всего от горизонтальных бомбардировок с большой высоты. Это оправдывалось удачным применением немцами планирующих бомб в ходе высадки союзников в Италии.
Всего было заказано 4 крейсера этого типа, но заложить успели лишь 2 в первой половине 1945 года. Ни один из них на Вторую мировую войну не попал, но «Вустер» успел повоевать в Корее, где использовался как обычный крейсер для огневой поддержки сухопутных сил. В американских ВМС они классифицировались как лёгкие крейсера (CL).
Особенностями проекта стали приоритеты в бронировании и артиллерия главного калибра. Конструкторы уделили наибольшее внимание защите от авиабомб, для чего корабли получили по две броневые палубы. Верхняя, служившая для взведения взрывателей бомб, имела толщину 22—25 мм, нижняя 89 мм. Наиболее характерной чертой стала артиллерия, состоявшая из 12 152-мм универсальных орудий в 6 башнях. Их максимальный угол возвышения достигал 78°, что позволяло вести эффективную стрельбу по воздушным целям. Скорострельность могла достигать на короткий промежуток 12 выстрелов в минуту, но орудия в итоге получились ненадёжными, а сами башни слишком тяжёлыми и неповоротливыми. Главный калибр должен был дополняться комбинацией из 20-мм и 40-мм автоматов, но ещё при постройке последние заменили на новейшие 76-мм автоматические пушки. Система управления зенитным огнём оказалась весьма совершенной, но эффективного огня по надводным целям не обеспечивала. Тем не менее, установить специализированную СУО моряки не сочли нужным.
Все эти новшества привели к огромному росту водоизмещения по сравнению с другими лёгкими крейсерами. Оно достигло 18 500 тонн, и сами американцы называли «Вустер» «очень большим лёгким крейсером».
«Вустер» и его систершип «Роанок» (англ. Roanoke) были списаны в 1970 году, причём в один день.
| Сравнительные ТТХ крейсеров ПВО США           |                             |                             |                                |                              |
|                                               | «Атланта», серия 1          | «Атланта», серия 2          | «Атланта», серия 3             | «Вустер»                     |
| Построено единиц                              | 4                           | 4                           | 3                              | 2                            |
| Полное водоизмещение, т                       | 8100                        | 8100                        | 8450                           | 18 500                       |
| Артиллерия универсального калибра             | 127-мм — 8×2                | 127-мм — 6×2                | 127-мм — 6×2                   | 152-мм — 6×2                 |
| Зенитные автоматы                             | 28-мм — 4×4, 20-мм — 8×1    | 40-мм — 8×2, 20-мм — 16×1   | 40-мм — 6×4 и 4×2, 20-мм — 6×2 | 76-мм — 11×2 и 2×1           |
| Бортовое бронирование, мм                     | 95                          | 95                          | 95                             | 76—127                       |
| Бронирование палуб, мм                        | 32                          | 32                          | 32                             | 89+22—25                     |
| Бронирование башен универсального калибра, мм | 25—32                       | 25—32                       | 25—32                          | 51—160                       |
| Энергетическая установка                      | паротурбинная, 75 000 л. с. | паротурбинная, 75 000 л. с. | паротурбинная, 75 000 л. с.    | паротурбинная, 120 000 л. с. |
| Максимальная скорость, узлов                  | 32,5                        | 32,5                        | 32,5                           | 33                           |

## Итальянские крейсера ПВО
В 1939 году в Италии по заказу Таиланда были заложены два небольших лёгких крейсера типа «Таксин». Ввиду начавшей вскоре Второй мировой войны строительство шло неспешно, а в 1942 году Италия конфисковала недостроенные крейсера, которые стали теперь именоваться типом «Этна». Проект радикально переработали, так как корабли собирались использовать в двух ролях — как крейсера ПВО и как быстроходные войсковые транспорты.
В соответствии с новым назначением, крейсера получили 3 спаренные башенные установки 135-мм орудий, причём допускался большой угол возвышения, позволявший вести стрельбу по воздушным целям. Универсальный калибр дополняли 10 новейших 65-мм автоматов в одиночных установках, а также 10 спаренных автоматических пушек калибра 20 мм. В надстройках крейсеров оборудовались помещения для перевозки войск, а в трюмах выделялось место для грузов.
Строительство «Этны» (итал. Etna) и «Везувио» (итал. Vesuvio) шло очень медленно, в связи с трудностями военных лет. К моменту выхода Италии из войны их готовность была невысокой. Недостроенные крейсера захватили в 1943 году немцы, в 1944 году затопившие их на мелководье.

## Японские крейсера ПВО
В середине 1930-х годов японцы, с учётом британского опыта, вынашивали планы переоборудования уже устаревших лёгких крейсеров «Тэнрю» (яп. 天龍) и «Тацута» (яп. 龍田) в крейсера ПВО. Предполагалось снять всю прежнюю артиллерию и заменить её 4 спаренными установками 127-мм универсальных орудий. Дополнять их должны были 4 строенные установки 25-мм зенитных автоматов. Для управления огнём намечали снабдить крейсера двумя новыми зенитными директорами.
К перестройке планировали приступить в 1937 году, но она была отложена из-за нехватки средств. В 1938 году проект ещё раз переработали, но с началом войны на Тихом океане от модернизации отказались. В итоге потребность японского флота в специализированных кораблях ПВО удовлетворялась лишь эсминцами типа «Акидзуки» (яп. 秋月號驅逐艦).

## Французские крейсера ПВО
Французский флот в конце 1930-х годов планировал строительство лёгких крейсеров типа «Де Грасс». До начала Второй мировой войны успели заложить лишь головной корабль, но достроить его не успели. Строительство корабля возобновили в 1946 году, но затем приостановили, так как по меркам послевоенных лет проект казался устаревшим. В итоге проект переработали, и в 1956 году «Де Грасс» (фр. De Grasse) вошёл в строй уже как крейсер ПВО. Его основным вооружением стали 16 127-мм универсальных орудий в спаренных башнях, причём все они размещались в оконечностях корабля. Универсальный калибр дополняли 10 спаренных автоматов фирмы «Бофорс» калибра 57 мм. В 1966 году «Де Грасс» переоборудовали, превратив его в командный корабль Центра французских ядерных испытаний. В это роли он и прослужил до своего списания в 1973 году.
В дальнейшем французы построили по несколько изменённому проекту ещё один крейсер ПВО — «Кольбер» (фр. Colbert). В строй он вступил в 1959 году. Его вооружение было аналогично «Де Грассу». В 1970—1972 годах «Кольбер» прошёл радикальную модернизацию, в ходе которой лишился прежних универсальных орудий. Их заменили две новейшие автоматические пушки калибра 100 мм, количество 57-мм автоматов сократилось на 40 %, зато были установлены ЗРК «Масурка» и ПКРК «Экзосет». «Кольбер» был списан в 1991 году.

## Крейсера ПВО малых стран Европы
В 1947 году шведский флот получил два лёгких крейсера типа «Тре Крунур» (швед. Tre Kronor). Особенностью этих кораблей, позволяющей причислить их к крейсерам ПВО, стала артиллерия главного калибра, разработанная компанией «Бофорс». 152-мм орудия имели автоматическое заряжание, достигнув скорострельности 15 выстрелов в минуту, а угол максимального возвышения стволов доходил до 70°, что позволяло вести зенитный огонь. В силу этого шведские крейсера не имели обычной среднекалиберной универсальной артиллерии. Главный калибр дополнялся лишь установками 40-мм и 20-мм автоматов.
Долгое время эти крейсера оставались наиболее крупными кораблями шведского флота. «Тре Крунур» был списан в 1964 году, а в 1970 за ним должен был последовать «Гёта Лейон» (швед. Göta Lejon), но в 1971 году его приобрёл флот Чили, где шведский крейсер прослужил до 1984 года под названием «Альмиранте Латорре».
С некоторой долей условности к числу крейсеров ПВО также относят голландские крейсера типа «Де Зевен Провинсиен» (нидерл. De Zeven Provinciën). Заложенные ещё до начала Второй мировой войны, они были достроены после её окончания по существенно изменённому проекту. Артиллерию главного калибра составили 152-мм орудия «Бофорс», причём угол их возвышения составлял 60°, что позволяло вести ограниченный зенитный огонь. Прочее зенитное вооружение крейсеров включало комбинацию 57- и 40-мм автоматов, также шведского производства. Крейсера вступили в строй в 1953 году, а уже в 1962—1964 годах «Де Зевен Провинсиен» прошёл масштабную модернизацию, в ходе которой он лишился кормовых башен ГК и части зенитных автоматов, зато получил ПУ ЗРК «Терьер».
В 1973 году оба крейсера продали Перу, причём ЗРК с «Де Зевен Провинсиен» сняли и заменили ангаром на 3 вертолёта, сделалав из него аналог британских крейсеров типа «Блейк».. Под новыми названиями корабли служили ещё и в XXI веке, а «Альмиранте Грау» (бывший «Де Рёйтер»), списанный в 2005 году, стал последним в мире лёгким крейсером.
| Сравнительные ТТХ крейсеров ПВО европейских стран |                             |                              |                             |                             |                             |
|                                                   | «Этна»                      | «Де Грасс»                   | «Кольбер»                   | «Тре Крунур»                | «Де Зевен Провинсиен»       |
| Государство                                       | Италия                      | Франция                      | Франция                     | Швеция                      | Нидерланды                  |
| Построено единиц                                  | 2                           | 1                            | 1                           | 2                           | 2                           |
| Полное водоизмещение, т                           | 5900                        | 11 545                       | 11 100                      | 9200                        | 11 850                      |
| Артиллерия универсального калибра                 | 135-мм — 3×2                | 127-мм — 8×2                 | 127-мм — 8×2                | 152-мм — 1×3 и 2×2          | 152-мм — 4×2                |
| Зенитные автоматы                                 | 65-мм — 10×1, 20-мм — 10×2  | 57-мм — 10×2                 | 57-мм — 10×2                | 40-мм — 10×2 и 7×1          | 57-мм — 4×2, 40-мм — 8×1    |
| Бортовое бронирование, мм                         | 60                          | ?                            | 50—80                       | 70—80+20                    | 75—100                      |
| Бронирование палуб, мм                            | 20—35                       | ?                            | 50                          | 30+30                       | 20—25                       |
| Бронирование башен универсального калибра, мм     | 20                          | ?                            | ?                           | 50—125                      | 50—100                      |
| Энергетическая установка                          | паротурбинная, 40 000 л. с. | паротурбинная, 110 000 л. с. | паротурбинная, 87 000 л. с. | паротурбинная, 90 000 л. с. | паротурбинная, 85 000 л. с. |
| Максимальная скорость, узлов                      | 28                          | 33                           | 33                          | 33                          | 32                          |

## Проекты советских крейсеров с универсальной артиллерией
Определённый интерес к крейсерам с универсальной артиллерией в качестве главного калибра проявлял и ВМФ СССР. В 1939—1941 годах усилиями ОКБ-196 был подготовлен проект малого лёгкого крейсера МК-6. Корабль водоизмещением 7800 тонн предполагалось оснастить 5 двухорудийными универсальными артиллерийскими установками МК-18, калибра 130 мм. Угол возвышения орудий достигал 85°, заряжание предполагалось сделать унитарным, а подачу патронов полностью автоматизированной.
Фактически, лёгким крейсером был и корабль проекта 47, официально разрабатывавшийся как лидер. При водоизмещении более 5000 тонн, он должен был нести 5 двухорудийных 130-мм универсальных установок, 37-мм зенитные автоматы, иметь бронирование палубы и борта и развивать скорость до 34 узлов. По сути он отличался от проекта МК-6 лишь отсутствием катапульты и гидросамолёта. В апреле 1941 года все работы по проекту 47 были свернуты, так как признали, что создание корабля с такими тактико-техническими характеристиками возможно лишь в габаритах лёгкого крейсера.
После окончания Второй мировой войны советский флот вернулся к идее крейсера с универсальной артиллерией главного калибра. ЦКБ-17 предложило аванпроект малого лёгкого крейсера (МЛК) в шести различных вариантах. Четыре из них предусматривали оснащение крейсеров 130-мм универсальными орудиями, числом от 8 до 16, в двух- или четырёхорудийных башнях БЛ-109 или БЛ-110. Угол вертикального наведения орудий, разработанных ОКБ-172, достигал 83°, скорострельность 15 выстрелов в минуту на один ствол. Бронирование МЛК должно было быть относительно лёгким, полное водоизмещение колебалось от 8500 до 10 000 тонн, в зависимости от варианта, скорость хода 33—35 узлов.
В 1954 году приступили к разработке лёгкого крейсера проекта 84. Корабль водоизмещением 14 000—15 000 тонн должен был развивать скорость 32—33 узла, нести 8 180-мм универсальных орудий СМ-45 в двухорудийных башнях, 12 100-мм универсальных орудий, 57-мм автоматы, а также 2 вертолёта. В отличие от артиллерии довоенных крейсеров проекта 26, новые орудия имели не картузное, а раздельно-гильзовое заряжание, обеспечивавшееся при любом угле возвышения, максимальная величина которого достигала 76°. Вертикальная досягаемость СМ-45 составила 23 000 метров, а скорострельность 9—10 выстрелов в минуту.
5 крейсеров этого типа предполагалось ввести в строй в 1964—1965 годах, но уже в 1956 году, на стадии эскизного проектирования, все работы были прекращены.

## Заключение
Зародившись как следствие попытки модернизации явно устаревших кораблей, крейсера ПВО вскоре заняли заметное место во флотах ведущих морских держав — США и Великобритании. Стремление создать сравнительно недорогой крейсер двойного назначения привело к появлению проектов «Атланта» и «Дидо», на которые возлагались как задачи обеспечения ПВО соединений флота, так и совместные действия с эсминцами. В целом новый класс себя не оправдал. Слишком слабые для морского боя с серьёзным надводным противником, эти крейсера, вместе с тем, не показали себя и как оплот флотской ПВО. Британским крейсерам не хватало огневой мощи и скоростей наводки, американские имели проблемы с количеством систем управления. Не изменило радикально ситуацию и появление в конце Второй мировой войны снарядов с радиовзрывателями.
Тем не менее, флоты крайне нуждались в мощном средстве ПВО, которое могло бы эффективно поражать ударные самолёты на больших дальностях, ещё до применения ими оружия. Проблема стала особенно актуальной в связи с появлением в конце войны управляемых авиационных боеприпасов. Данное обстоятельство привело к разработке новых проектов, лишь немногие из которых были реализованы, но в целом для них была характерна тенденция к увеличению дистанции эффективного зенитного огня. Но стремительный прогресс в области развития противокорабельных ракет, прежде всего в морской авиации СССР, привёл к тому, что даже самые мощные зенитные орудия не могли предотвратить ракетную атаку с воздуха.
Ввиду этого, ведущие морские державы прекратили разработку крейсеров с чисто артиллерийским вооружением и перешли к строительству боевых единиц, оснащённых зенитными ракетными комплексами. Эти корабли были вполне достойны именоваться крейсерами ПВО, но моряки предпочли разрабатывать новую классификацию. Так появились ракетные крейсера.